# Economia Belizelor
Economia statului Belize s-a bazat pe industria lemnului până în secolul al XX-lea. Lemnul de băcan, folosit pentru producerea vopselelor, a reprezentat principalul produs de export.